# César Hidalgo
César A. Hidalgo  (Santiago de Chile, 22 de diciembre de 1979) es un físico, escritor y empresario chileno-español-estadounidense[1] que reside en Francia desde donde dirige el Centro de Aprendizaje Colectivo, un laboratorio interdisciplinario con oficinas en la Toulouse School of Economics y la Universidad Corvinus en Budapest. Hidalgo es conocido por sus trabajos sobre Complejidad Económica, Relación, Visualización de Datos, inteligencia artificial Aplicada y Democracia Digital. Antes de incorporarse a la Universidad de Toulouse, Hidalgo fue profesor en el MIT, donde dirigió el grupo de Aprendizaje Colectivo. También es fundador y socio de Datawheel, una empresa de visualización y distribución de datos.
Hidalgo trabaja ampliamente en el campo de la Inteligencia Colectiva. Sus contribuciones a este campo incluyen la introducción de métodos para medir la Complejidad Económica y la Relación, el estudio de la percepción de la I.A. por parte de la gente, el estudio de la Memoria Colectiva, y el desarrollo de múltiples plataformas de visualización de datos, incluyendo DataUSA, DataViva, DataMexico, DataAfrica, Pantheon, y Rankless entre otras. Es autor de docenas de artículos académicos sobre sistemas complejos, redes y desarrollo económico, y ha creado aplicaciones de ciencia de datos e inteligencia artificial.
Hidalgo es autor o coautor de tres libros The Atlas of Economic Complexity, Why Information Grows, y How Humans Judge Machines.
Su trabajo ha sido distinguido en 2018 con el Premio Lagrange, en 2019 con la Medalla Centenario de la Universidad de Concepción y en 2011 con la Medalla Bicentenario del Congreso de Chile. Los premios por sus plataformas de visualización y distribución de datos incluyen tres Premios Webbys, un premio Information is Beautiful y un Indigo Design Award.

### Libros
- ’’How Humans Judge Machines’’ MIT Press (2021), ISBN 9780262045520
- ‘’Why Information Grows: The Evolution of Order from Atoms to Economies’’ Basic Books, New York (2015) ISBN 978-0465048991
- ’’The Atlas of Economic Complexity’’ MIT Press (2014), ISBN 9780262525428

### Artículos
- "Links that speak: The Global Language Network and its Association with Global Fame" Shahar Ronen, Bruno Goncalves, Kevin Hu, Alessandro Vespignani, Steven Pinker and César A. Hidalgo.  Proceedings of the National Academy of Sciences 10.1073/pnas.1410931111 (2014)
- "The Collaborative Image of the City: Mapping the Inequality of Urban Perception" Philip Salesses, Katja Schechtner, and César A. Hidalgo.  PLoS ONE 8(7): e68400. DOI: 10.1371/journal.pone.0068400
- "The Network Structure of Economic Output" R Hausmann, CA Hidalgo. Journal of Economic Growth (2011) 16:309–342 DOI 10.1007/s10997-011-9071-4
- "The Building Blocks of Economic Complexity" CA Hidalgo, R Hausmann.  Proc. Natl. Acad. Sci. (2009) 106(26):10570-10575
- "Understanding Individual Human Mobility Patterns" MC Gonzalez, CA Hidalgo, A-L Barabási. Nature (2008) 453: 779–782
- "The Product Space Conditions the Development of Nations" CA Hidalgo, B Klinger, A-L Barabási, R Hausmann. Science (2007) 317: 482–487